# ميدالية الرئيس (الأكاديمية البريطانية)

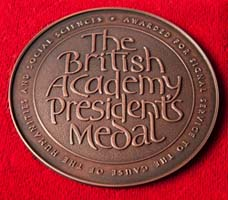
ميدالية رئيس الأكاديمية البريطانية

ميدالية الرئيس (الأكاديمية البريطانية)، بالإنجليزية President's Medal (British Academy)- يتم منح ميدالية الرئيس سنويًا من قبل الأكاديمية البريطانية، لعدد ربما يصل إلى خمسة أفراد، أو منظمات. ويتم منحها "لخدمة متميزة لقضية العلوم الإنسانية والاجتماعية". ومن غير الجائز منحها لأعضاء الأكاديمية البريطانية، وقد تم تدشينها، بهدف تقدير "الأنشطة ذات الصلة الأكاديمية بدلاً من الإنجاز الأكاديمي وحده". تم منح الميداليات لأول مرة في عام 2010م. 

## قائمة المستفيدين

### 2010م
في 25 نوفمبر 2010م، تم منح ثلاثة أفراد ميدالية الرئيس، وهم:  
- سارة تياكيSarah Tyacke، زميلة بحثية متميزة، كلية الدراسات المتقدمة، جامعة لندن، منحت الميدالية"لخدماتها للسجلات التاريخية، وخاصة من خلال عملها كرئيسة للأرشيف الوطني"
- مايكل وورتون Michael Worton، نائب رئيس الجامعة للشؤون الأكاديمية والدولية، وأستاذ فيلدن للغة والأدب الفرنسي، جامعة كلية لندن، منح الميدالية "لقيادته في معالجة "العجز اللغوي" بين طلاب الجامعات البريطانية"
- بيتر ريدل Peter Riddell، معهد الحكومة، منح الميدالية "لسجله المتميز كمنتج لصورة مستنيرة عن الأعمال الداخلية في وايت هول، والسياسة العليا، والمعركة الحزبية"

### 2011م
في عام 2011م، حصل ثلاثة أفراد، أيضًا، على وسام الرئيس، وهم: 
- السير نيكولاس كينيون، المدير الإداري لمركز باربيكان
- جيليان تيتGillian Tett، مساعدة رئيس تحرير صحيفة فاينانشال تايمز
- شارون ويذرسبون Sharon Witherspoon، نائبة مدير مؤسسة نيوفيلد

### 2012م

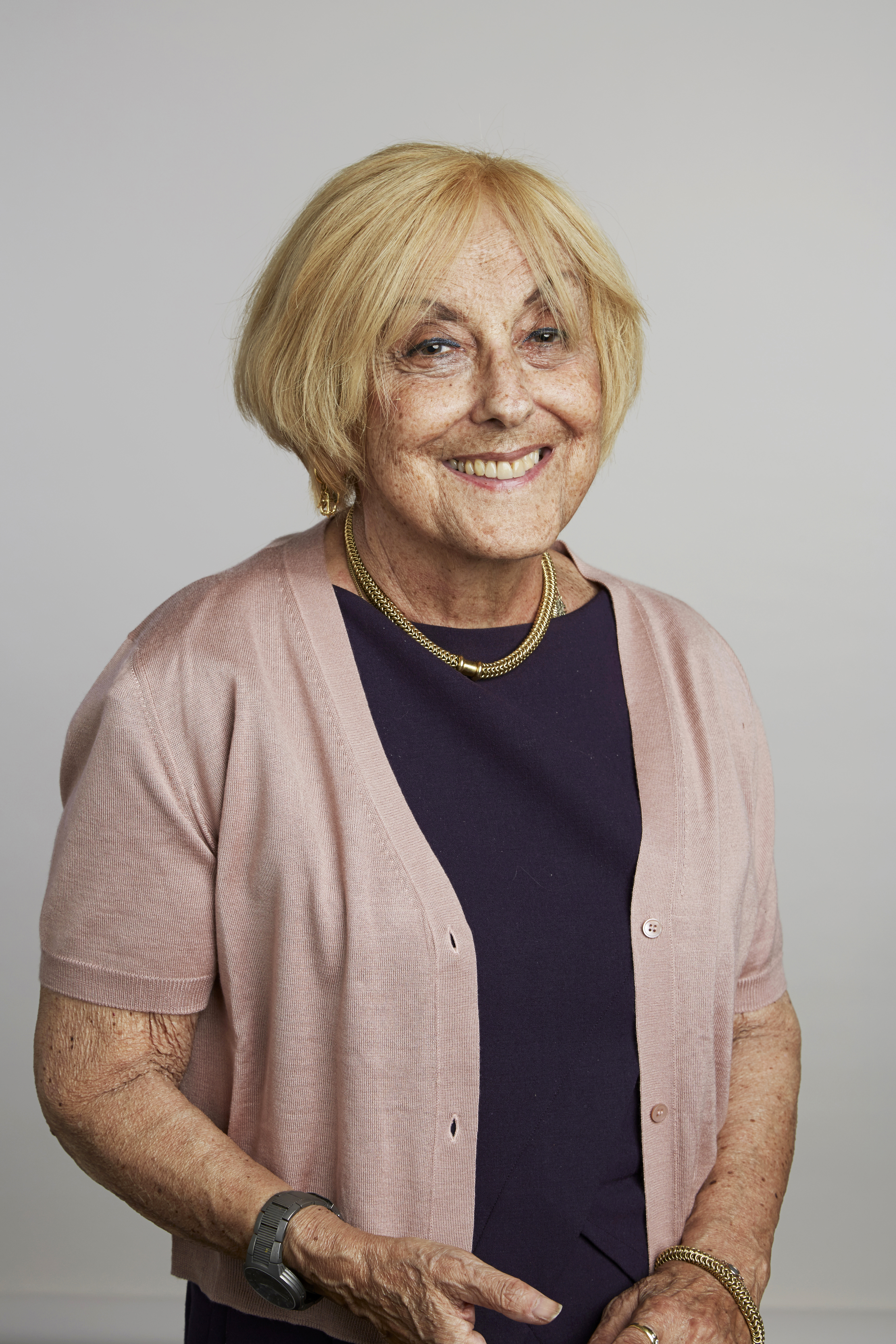
ليسا جاردين

في عام 2012م، حصل أربعة أفراد على وسام الرئيس، وهم: 
- وارويك جولدWarwick Gould، معهد الدراسات الإنجليزية، جامعة لندن
- اللورد هاريس من بينتريجراث
- ليسا جاردين، كلية لندن الجامعية
- السير جون فيكرز، جامعة أكسفورد

### 2013م

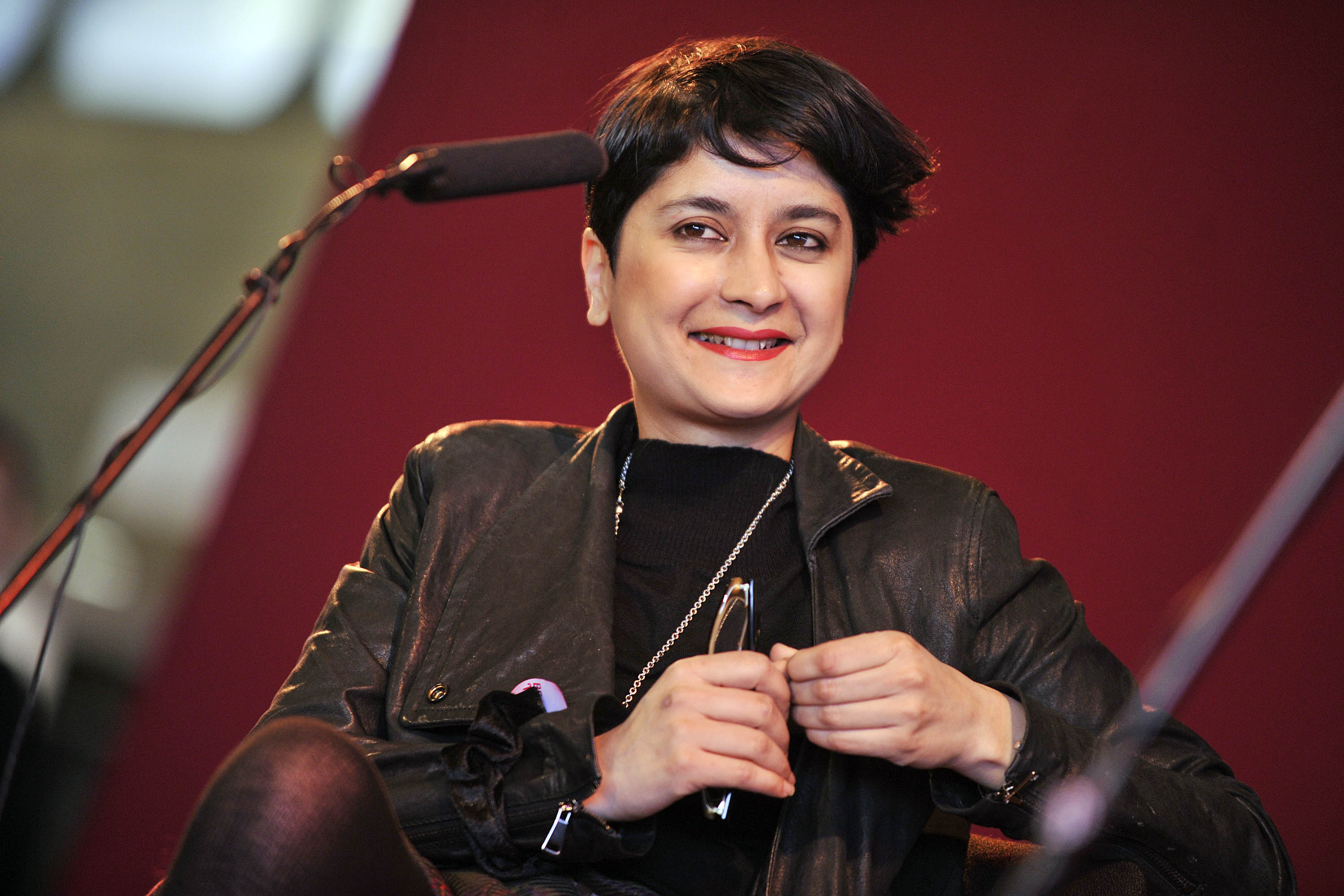
شامي شكرابارتي

في عام 2013م، حصل أربعة أفراد، أيضًا، على وسام الرئيس، وهم: 
- شامي شكرابارتي، مديرة ليبرتي
- جين كوزينز، بارونة كوزينز، مجلس اللوردات
- السير بيتر ستوثارد، محرر الملحق الأدبي لصحيفة التايمز
- اللورد روان ويليامز من أويسترماوث، كلية المجدلية، كامبريدج

### 2014م

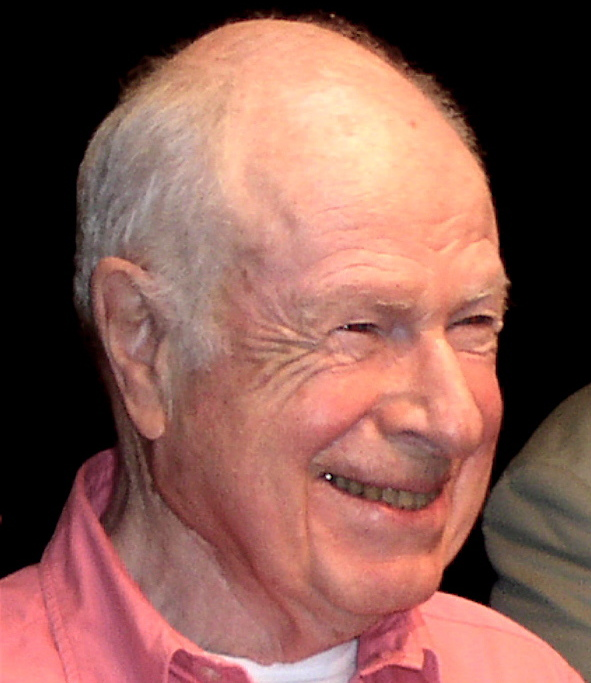
بيتر بروك

في نوفمبر 2014م، حصل أربعة أفراد على وسام الرئيس، وهم: 
- بيتر بروك، المركز الدولي للإبداع المسرحي
- السير بول كولير، جامعة أكسفورد، "لمساهمته الرائدة في جلب الأفكار من البحوث إلى السياسة في مجال الاقتصاد الأفريقي" [5]
- السيدة جين جودل، معهد جين جودال، "لمساهمتها البارزة في فهمنا لسلوكيات الرئيسيات والتطور البشري وتأثيرها على ذلك بالإضافة إلى عملها في إشراك الشباب" [6]
- كلايف جيمس، "تقديرًا لمساهماته الكبرى في الحياة الثقافية البريطانية" [7]

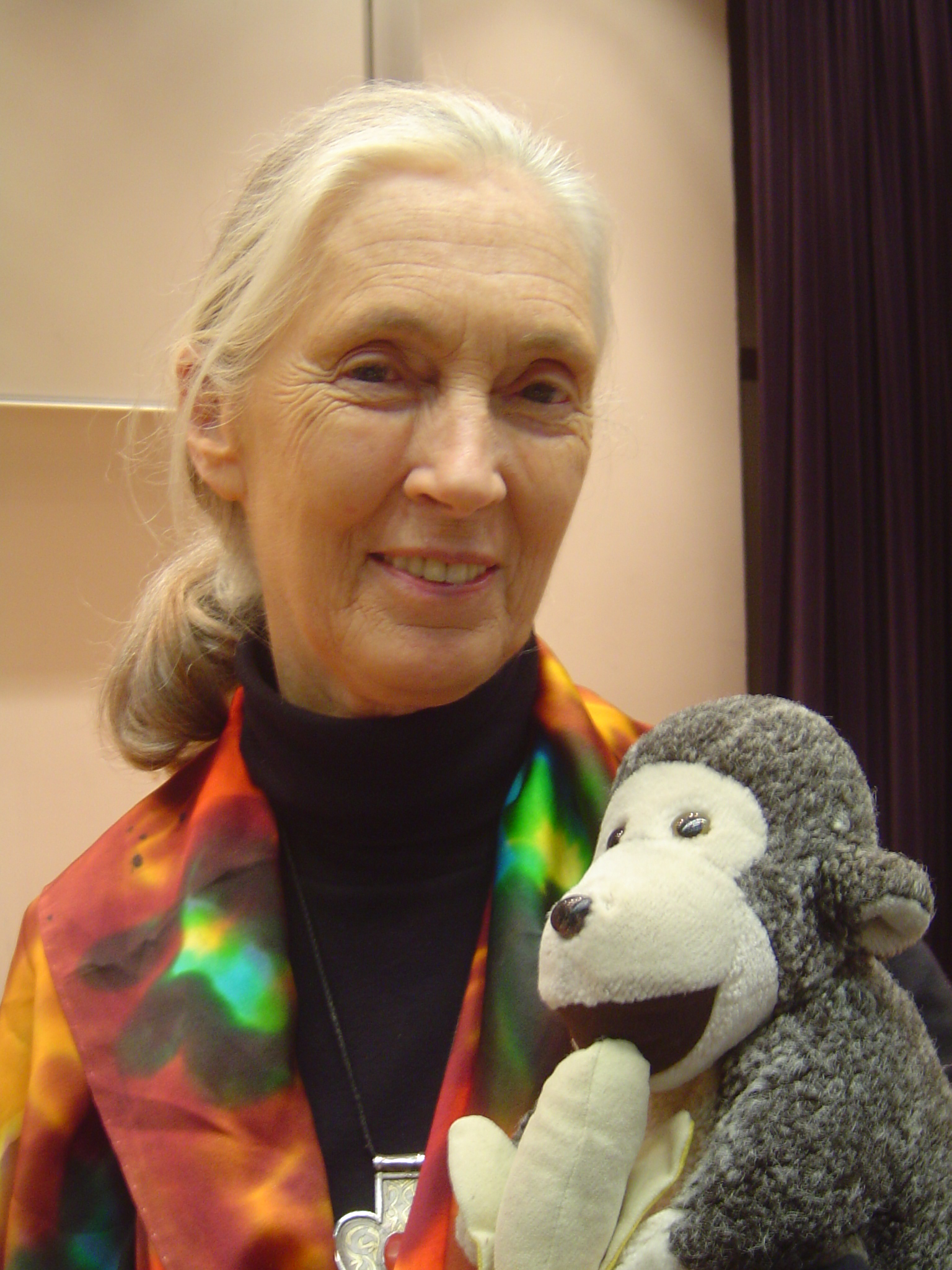
جين جودل

### 2015م
في سبتمبر 2015م، حصل أربعة أفراد على وسام الرئيس، وهم:  
- بيتر أديمانPeter Addyman، سابقًا لصندوق يورك الأثري ومركز جورفيك فايكنج، وقد تم منحه الميدالية"لجهوده الكبيرة في جعل علم الآثار والتراث التاريخي متاحًا للجمهور.
- دارين هينلي، مجلس الفنون في إنجلترا، ومنح الميدالية "لمساهماته في تعليم الموسيقى، والبحث الموسيقي، والفنون"
- إليزابيث ليفينغستونElizabeth Livingstone، منحت الميدالية "لعملها التحريري في الطبعات المتتالية لقاموس رئيسي والعديد من المؤتمرات الدولية"
- مايكل وود، جامعة مانشستر، منح الميدالية "لعمله المهم في تعزيز مجال التاريخ"

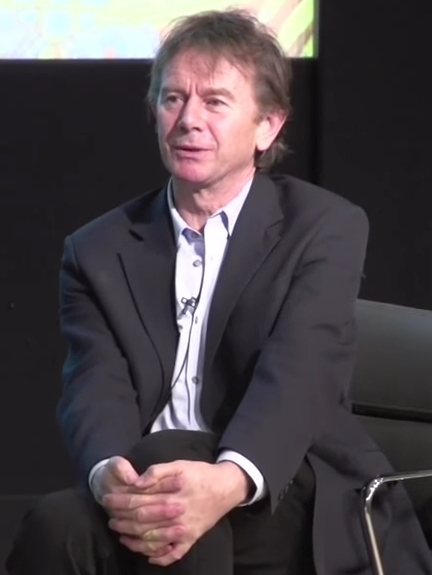
مايكل وود

### 2016م
في سبتمبر 2016م، حصل أربعة أفراد على وسام الرئيس، وهم:  
- روجر بلاند، جامعة ليستر، منح الميدالية "لمساهمته في حماية التراث الثقافي البريطاني، وفهمه العام الأكاديمي "
- ليوفرانك هولفورد ستريفنز، منح الميدالية "لعمله المهم في تحرير مئات المنشورات عبر مجموعة واسعة من اللغات والتخصصات"
- السيدة هيلاري مانتل، منحت الميدالية"لروايتيها التاريخيتين عن توماس كرومويل، واللتين قدمتا للجمهور نظرة عميقة إلى الفترات التي تصورها"
- السير ستانلي ولز، مؤسسة منشأ شكسبير، منح الميدالية "لخدمته طيلة حياته لدراسة ومعرفة، والاستمتاع بويليام شكسبير"

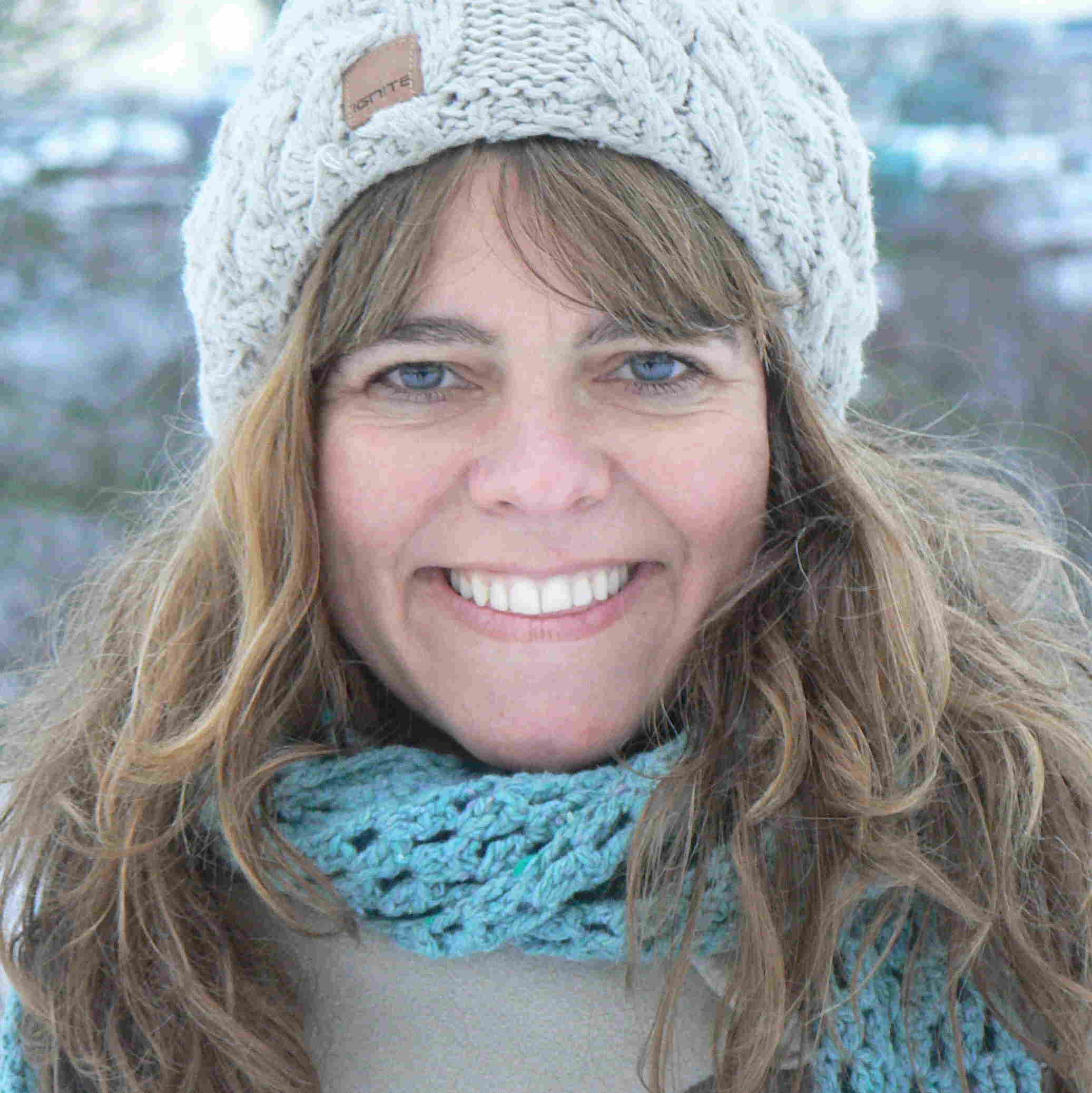
كلوديا هاموند

### 2017م
في 27 سبتمبر 2017م، حصل خمسة أفراد على ميدالية الرئيس، وهم: 
- جيمس ستيفنز كيرل، جامعة أولستر، منح الميدالية"لمساهمته في دراسة تاريخ العمارة في بريطانيا وأيرلندا"
- كلوديا هاموند، راديو 4، منحت الميدالية "لعملها في تحسين الفهم العام لعلم النفس من خلال البث والكتابة لجمهور أوسع"
- كاتي ميتشيل، منحت الميدالية "لعملها في تعزيز عرض المسرح والأوبرا الكلاسيكي والمعاصر من خلال إنتاج جديد ومبتكر"
- هيلجا نووتني، المعهد الفيدرالي السويسري للتكنولوجيا في زيورخ، منحت الميدالية"لمساهمتها في تأسيس وتشكيل المجلس الأوروبي للبحوث، والتأثير بشكل إيجابي على شكل تمويل البحوث وسياسة البحوث في المملكة المتحدة وأوروبا"
- جيمي ويلز، مؤسسة ويكيميديا، منح الجائزة "لتسهيل نشر المعلومات من خلال عمله في إنشاء وتطوير ويكيبيديا، أكبر موسوعة مجانية على الإنترنت في العالم"

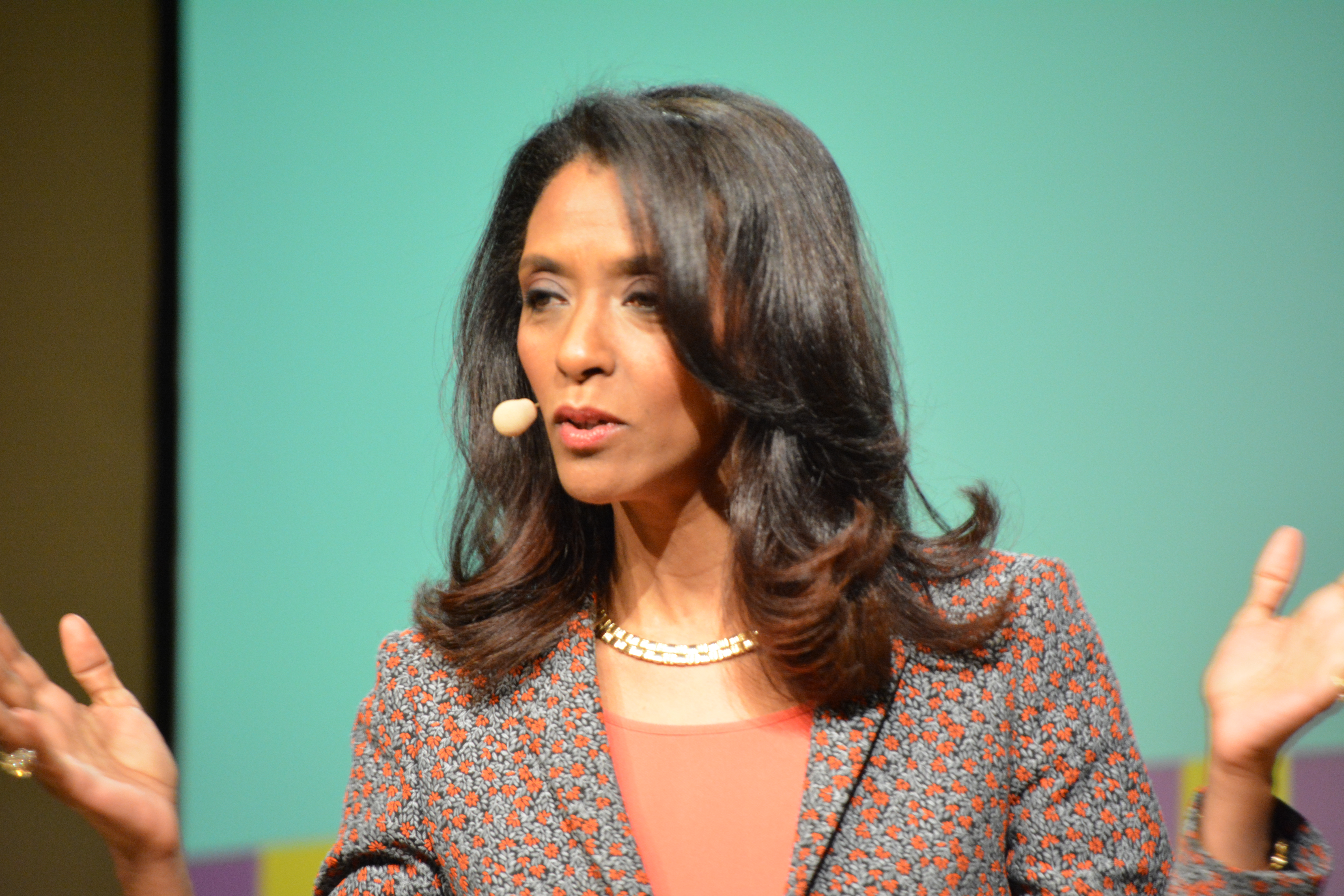
زينب بدوي

### 2018م
في 20 أغسطس 2018م، حصل خمسة أفراد على ميدالية الرئيس، وهم: 
- زينب بدوي "لإسهاماتها في الصحافة السياسية الدولية"
- السيدة فرانسيس كيرنكروس، "لمساهماتها في الصحافة الاقتصادية"
- ويليام دالريمبل، "لإنجازاته الأدبية، ولمشاركته في تأسيس مهرجان جايبور الأدبي"
- أندرياس جيستريتش، "لمساهمته في دراسة التاريخ الألماني والأوروبي القاري"
- جون هيمينج، "لعمله في مجال التاريخ الاستعماري والإثنوغرافيا في البرازيل وبيرو، وتعزيز حماية المجتمعات المعرضة للخطر"

### 2019م
في عام 2019م، حصل فرد واحد على وسام الرئيس، وهو: 

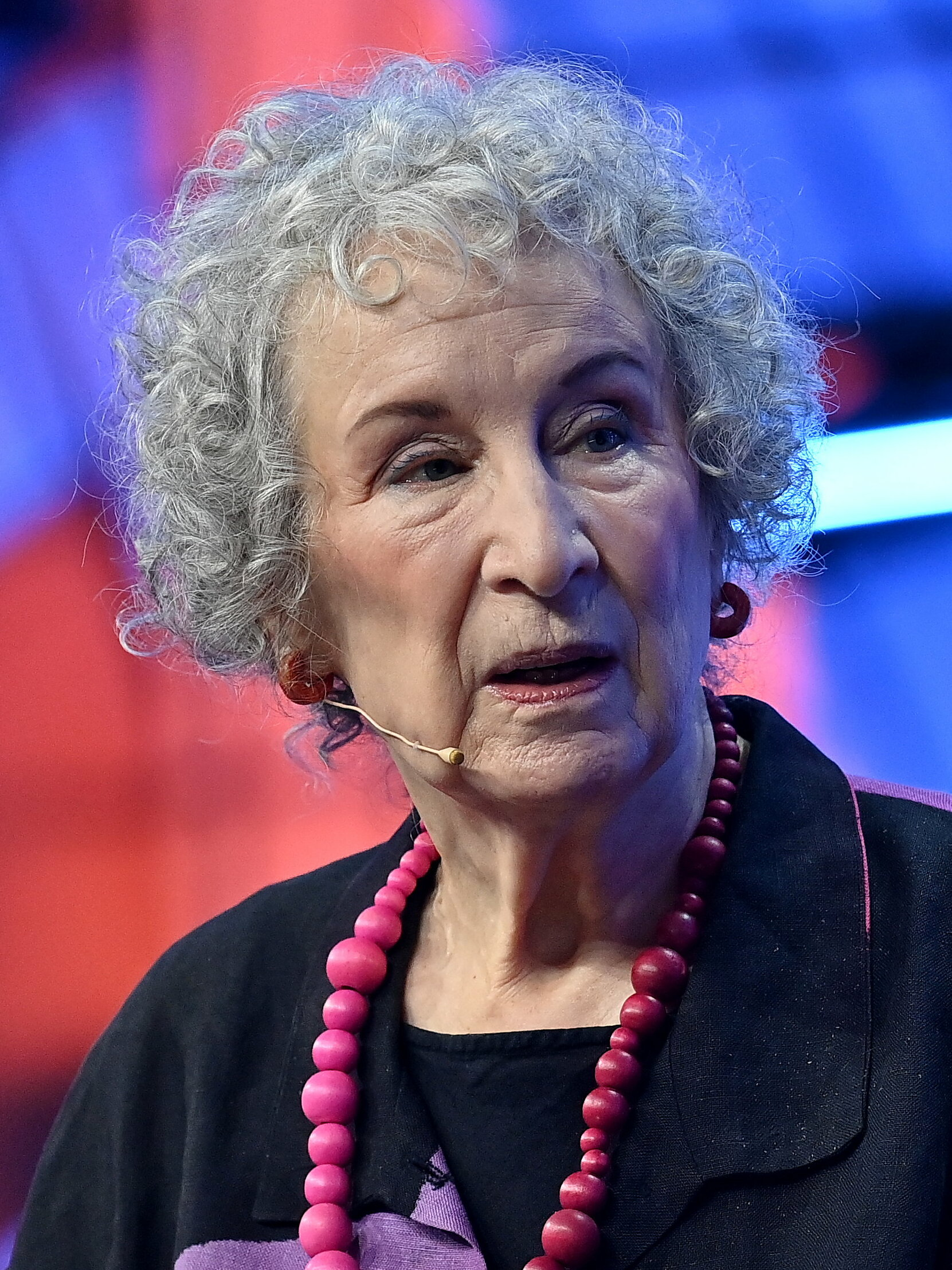
مارغريت أتود

- بن جولديكر، جامعة أكسفورد

### 2020م
في عام 2020م، حصل فرد واحد على وسام الرئيس، وهو: 
- مارغريت أتوود، تقديراً لمساهماتها البارزة في الأدب

### 2021م
في عام 2021م، حصل فرد واحد على وسام الرئيس، وهو: 
- ديفيد أولوسوجا، تقديراً لمساهمته المتميزة في العلوم الإنسانية والاجتماعية

### 2022م
في عام 2022م، حصلت منظمة واحدة على ميدالية الرئيس، وهي:
- الحقيقة الكاملة، تقديراً لعملها في اكتشاف وكشف ومواجهة المعلومات والادعاءات المضللة [14]

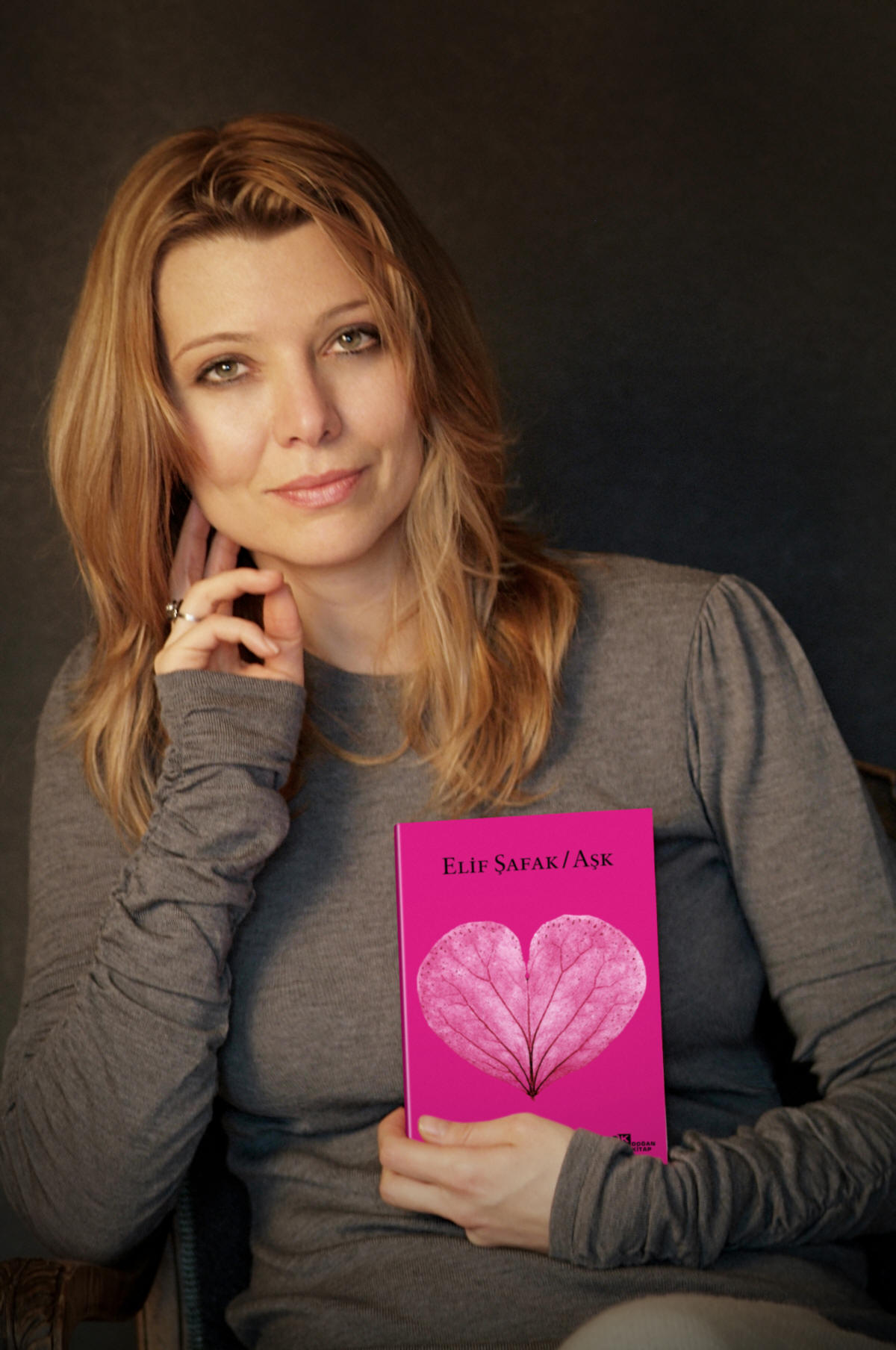
ألف شفق

### 2023م
في عام 2023م، حصل البودكاست على ميدالية الرئيس:
- الباقي هو التاريخ، تقديراً لعمل البودكاست في الترويج للتاريخ ونشره بين الجمهور العالمي [15]

### 2024م
أَلِفْ شَفَقْ